# Joseph Ssali
Joseph Ssali (ur. 26 grudnia 1967, zm. w listopadzie 2003) – ugandyjski lekkoatleta, sprinter.

## Osiągnięcia
| Rok  | Impreza              | Miejsce | Konkurencja             | Lokata     | Wynik |
| ---- | -------------------- | ------- | ----------------------- | ---------- | ----- |
| 1987 | Mistrzostwa świata   | Rzym    | sztafeta 4 × 100 metrów | eliminacje | 40,22 |
| 1988 | Igrzyska olimpijskie | Seul    | bieg na 100 metrów      | eliminacje | 10,95 |
| 1988 | Igrzyska olimpijskie | Seul    | sztafeta 4 × 100 metrów | eliminacje | 41,39 |

## Rekordy życiowe
- Bieg na 100 metrów – 10,4 (1988)

Ssali biegł na drugiej zmianie ugandyjskiej sztafety 4 × 100 metrów, która w 1987 ustanowiła wynikiem 39,67 aktualny rekord kraju w tej konkurencji.